# Цундровець
Цундровець (словен. Cundrovec) — поселення в общині Брежиці, Споднєпосавський регіон, Словенія. Висота над рівнем моря: 152,1 м.